# Mairano
Mairano är en ort och kommun i provinsen Brescia i regionen Lombardiet i Italien. Kommunen hade 3 495 invånare (2018).